# Севостьяновка
Севостья́новка (рос. Севостьяновка) — присілок у складі Мішкинського району Курганської області, Росія. Входить до складу Острівнинської сільської ради.
Населення — 12 осіб (2010, 23 у 2002).
Колишня назва — Севастьяновка.